# Communes de la wilaya de Mostaganem
Pour les autres communes, voir Liste des communes d'Algérie.
Liste des communes de la Wilaya algérienne de Mostaganem par ordre alphabétique :
1. Abdelmalek Ramdane
2. Achaacha
3. Aïn Boudinar
4. Aïn Nouissy
5. Aïn Sidi Cherif
6. Aïn Tedles
7. Blad Touahria
8. Bouguirat
9. El Hassiane
10. Fornaka
11. Hadjadj
12. Hassi Mameche
13. Khadra
14. Kheireddine
15. Mansourah
16. Mesra
17. Mazagran
18. Mostaganem
19. Nekmaria
20. Oued El Kheir
21. Ouled Boughalem
22. Ouled Maallah
23. Safsaf
24. Sayada
25. Sidi Ali
26. Sidi Belattar
27. Sidi Lakhdar
28. Sirat
29. Souaflia
30. Sour
31. Stidia
32. Tazgait